# Ryan Greene
Ryan Greene, född 21 oktober 2003, är en kanadensisk professionell ishockeyforward som spelar för Chicago Blackhawks i National Hockey League (NHL).
Han har tidigare spelat för Boston University Terriers i National Collegiate Athletic Association (NCAA) och Green Bay Gamblers i United States Hockey League (USHL).
Greene draftades av Chicago Blackhawks i andra rundan i 2022 års draft som 57:e spelare totalt.

## Statistik
| 2016–2017   | Tricom Thunder                       | NLBAAAHL    | 26  | 10 | 11 | 21  | 10 | 3 | 0 | 1 | 1 | 0 |
| 2017–2018   | Tricom Thunder                       | NLAAABHL    | 38  | 40 | 20 | 60  | 46 | 1 | 1 | 0 | 1 | 0 |
| 2018–2019   | South Kent Cardinals                 |             | 50  | 31 | 50 | 81  | —  | — | — | — | — | — |
| 2019–2020   | Selects Academy at South Kent School |             | 46  | 17 | 40 | 57  | —  | — | — | — | — | — |
|             | Selects Academy at South Kent School |             | 8   | 8  | 5  | 13  | 2  | 1 | 0 | 0 | 0 | 0 |
|             | Green Bay Gamblers                   | USHL        | 18  | 3  | 2  | 5   | 2  | — | — | — | — | — |
| 2020–2021   | Green Bay Gamblers                   | USHL        | 51  | 12 | 20 | 32  | 24 | 2 | 0 | 0 | 0 | 0 |
| 2021–2022   | Green Bay Gamblers                   | USHL        | 59  | 19 | 32 | 51  | 53 | — | — | — | — | — |
| 2022–2023   | Boston University Terriers           | NCAA        | 38  | 9  | 22 | 31  | 20 | — | — | — | — | — |
| 2023–2024   | Boston University Terriers           | NCAA        | 40  | 12 | 24 | 36  | 6  | — | — | — | — | — |
| 2024–2025   | Chicago Blackhawks                   | NHL         | 2   | 0  | 0  | 0   | 0  | — | — | — | — | — |
|             | Boston University Terriers           | NCAA        | 40  | 13 | 25 | 38  | 18 | — | — | — | — | — |
| NHL totalt  | NHL totalt                           | NHL totalt  | 2   | 0  | 0  | 0   | 0  | — | — | — | — | — |
| NCAA totalt | NCAA totalt                          | NCAA totalt | 118 | 34 | 71 | 105 | 44 | — | — | — | — | — |
| USHL totalt | USHL totalt                          | USHL totalt | 128 | 34 | 54 | 88  | 79 | 2 | 0 | 0 | 0 | 0 |